# Rodome
Rodome es una localidad  y comuna francesa, situada en el departamento del Aude en la región de Languedoc-Roussillon.
A sus habitantes se les conoce en idioma francés por el gentilicio Rodomois.

## Demografía
| 220 | 158 | 135 | 144 | 124 | 95 |
| Para los censos de 1962 a 1999 la población legal corresponde a la población sin duplicidades (Fuente: INSEE [Consultar]) |     |     |     |     |    |